# صباح جابر الصباح
صباح جابر الصباح (به عربی: صباح جابر الصباح) چهارمین حکمران کویت بود. او در سال ۱۸۵۹ حکمران کویت شد و در سال ۱۸۶۶ درگذشت.